# Santa Catarina Barahona
Santa Catarina Barahona är en kommunhuvudort i Guatemala.   Den ligger i departementet Departamento de Sacatepéquez, i den sydvästra delen av landet, 30 km väster om huvudstaden Guatemala City. Santa Catarina Barahona ligger 1 500 meter över havet och antalet invånare är 3 214.
Terrängen runt Santa Catarina Barahona är kuperad åt nordost, men åt sydväst är den bergig. Santa Catarina Barahona ligger nere i en dal. Runt Santa Catarina Barahona är det tätbefolkat, med 476 invånare per kvadratkilometer. Närmaste större samhälle är Ciudad Vieja, 4,0 km sydost om Santa Catarina Barahona. I omgivningarna runt Santa Catarina Barahona växer i huvudsak städsegrön lövskog.